# Magadisee (Kenia)
Der Magadisee (Lake Magadi) ist neben dem Natronsee der kleinere von zwei großen Sodaseen im Magadi-Natron-Becken im östlichen Arm des Ostafrikanischen Grabens. Der Name des Sees stammt von dem Wort für salzig in der Massai-Sprache. Die gewaltigen Vorkommen des Minerals Trona (Na3HCO3CO3·2H2O) macht ihn ökonomisch bedeutsam.

## Geographie
Der See liegt im östlichen Teil des Ostafrikanischen Grabenbruchs (Great Rift Valley). Das Becken wird im Osten von den Ngong-Bergen, im Westen vom „Nguruman Escarpment“ begrenzt. Das extrem negative hydrologische Budget des abflusslosen Seebeckens führt zur extremen Alkalinität des Gewässers. Der See ist der südlichste See im Staate Kenia im Kajiado County, etwa 100 km südwestlich der Hauptstadt Nairobi.

## Flora und Fauna
Der See ist die Heimat von zahlreichen Flamingos, Pelikanen, Reihern, Nilgänsen und Schreiseeadlern. Bedeutend ist der häufige Buntbarsch Alcolapia grahami. Der See ist außerdem eines der wichtigsten Verbreitungsgebiete des Fahlregenpfeifers. 
Des Weiteren wurde aus dem See das Archaeon Natrialba magadii isoliert.

## Geologie und Umwelteinflüsse
Der See ist nach geomorphologischen Gesichtspunkten eine Salzpfanne, die nur während der Regenzeit von einem weniger als ein Meter tiefen Salzsee bedeckt wird. Aus dem stark alkalischen Salzwasser fällt bei Übersättigung das Mineral Trona aus, wobei solche Sedimentlagen an einigen Stellen Mächtigkeiten von 40 Metern erreichen.
In den Randzonen des Sees, teilweise in Ufernähe, gibt es zahlreiche Thermalquellen. Das angrenzende Festland besteht überwiegend aus Vulkangesteinen mit Lagen von vulkanischen Aschen und Tuffen aus den Erdzeitabschnitten Pliozän und Pleistozän.
Neuere Studien zeigen einen starken Zuwachs in der Fläche der Seen im kenianischen Rift. Auch der Magadisee ist davon betroffen. Ausgehend von einer „normalen“ Fläche von 141 km², hat der See sich in den letzten Jahrzehnten bis zum Jahr 2020 auf eine Fläche von 153 km² ausgedehnt. Dies hat weitreichende Folgen für die sozioökonomische Infrastruktur, da Siedlungen sowie Straßen mancher Regionen zunehmend überflutet werden. Ebenso werden dadurch die aquatischen, aber auch die terrestrischen Ökosysteme beeinflusst. Es werden mehrere Ursachen dafür verantwortlich gemacht. Ein großer Teil dieses Effektes wird dem Klimawandel zugeschrieben. Es werden in den Einzugsgebieten der Seen deutlich höhere Niederschlagsmengen verzeichnet. Dazu kommt die Bodenerosion durch veränderte Landnutzung, die die Becken der Seen über die Wasserläufe mit Sedimentfracht anfüllt. Nach anderen Auffassungen werden tektonische Ursachen in Betracht gezogen, die sich im Riftsystem des Ostafrikanischen Grabens vollziehen und größere morphologische Veränderungen bewirken können.

## Wirtschaftliche Aktivitäten
Trona wird von der 1924 gegründeten Firma Magadi Soda Company abgebaut und für die Herstellung von Soda-Konzentraten genutzt. Als Nebenprodukte werden Kochsalz und Natriumfluorid erzeugt, die in der Lagerstätte in geringem Maße als Minerale Halit und Villiaumit vorkommen. Im Jahr 2005 ging die Firma als Tata Chemicals Magadi Limited (TCML) in ein internationales Unternehmen auf.
Bereits im 19. Jahrhundert begann eine regelmäßige Gewinnungsaktivität in diesen Salzablagerungen. Sie ist seit 1883 nachweisbar. Ein Unternehmen zu diesem Zweck wurde erst 1911 gegründet, dem jedoch kein anhaltender Erfolg beschieden war. Daher kam es 1924 zu einer Neugründung.

## Einzelbelege
1. ↑   Simon Delany, Derek Scott, Tim Dodman, David Stroud (Hrsg.): An Atlas of Wader Populations in Africa and Western Eurasia. Wetlands International, Wageningen 2009, ISBN 978-90-5882-047-1.
2. ↑  B. J. Tindall, H. N. M. Ross, W. D. Grant: Natronobacterium gen. nov. and Natronococcus gen. nov., Two New Genera of Haloalkaliphilic Archaebacteria. In: Systematic and Applied Microbiology, Vol. 5 (1984), Ausgabe 1, S. 41–57. doi:10.1016/S0723-2020(84)80050-8
3. ↑  René A. Pelletier: Mineral Resources of South-Central Africa. Oxford University Press, Cape Town / London / New York / Toronto 1964, S. 260–261 (mit Karte).
4. ↑  UNDP, Kenya Ministry of Environment and Forestry (Hrsg.): Rising Water Levels in Kenya’s Rift Valley Lakes, Turkwel Gorge Dam and Lake Victoria. Nairobi 2021, online auf www.ir-library.ku.ac.ke (englisch, PDF).
5. ↑  Carey Baraka: The Rising Water Levels of Lakes in Kenya's Rift Valley. Bericht vom 17. März 2022, auf www.pulitzercenter.org (englisch).
6. 1 2  René A. Pelletier: Mineral Resources of South-Central Africa. Oxford University Press, Cape Town / London / New York / Toronto 1964, S. 259–260.
7. ↑  Tata Chemicals: Tata Chemicals Magadi. Geschichte und aktuelles Profil, auf www.tatachemicals.com (englisch).